# Храм Троицы Живоначальной при бывшей Черкасской богадельне
Храм Троицы Живоначальной при бывшей Черкасской богадельне — православный храм, принадлежащий к Всехсвятскому благочинию Московской городской епархии Русской православной церкви. Находится по адресу Ленинградский проспект, дом 16, стр. 1 и 2.

## История
В 1856 году княгиня Надежда Черкасская приобрела дачу семейства архитектора Осипа Бове. Она устроила там богадельню для престарелых неимущих женщин. В 1857 году Черкасская решила построить при богадельне домовую церковь во имя Живоначальной Троицы, и уже в 1858 году храм был освящён. В церкви были похоронены супруги Н. А. и Н. Н. Черкасские.
В 1886 году архитектор Николай Воскресенский разработал проект пристройки к церкви придела Святителя Николая. Освящение придела состоялось 15 октября 1888 года. В 1893 году деревянное крыльцо церкви было заменено каменной папертью со звонницей (архитектор Пётр Зыков-сын). В начале XX века храм получил самостоятельность.
После революции 1917 года власти стали закрывать домовые храмы, однако богослужения в Троицкой церкви некоторое время ещё были разрешены. Чтобы не допустить закрытия храма, прихожане пытались доказать, что церковь не является домовой, так как она «помещается в здании, совершенно отдельном от богадельни Лениной-Крупской». Обитатели богадельни также направили в Бутырский совдеп письмо с просьбой не закрывать храм. Тем не менее 18 октября 1921 года храм был опечатан. В здании церкви и богадельни размещались различные медицинские учреждения. Были разобраны главы церкви, утрачены оконные наличники. Сохранились росписи начала XX века, а также захоронения.
В начале 2000-х годов помещения храма, занятые детской поликлиникой, были переданы Русской православной церкви. Были проведены восстановительные работы, с 2003 года возобновились богослужения.

## Духовенство
- Настоятель храма протоиерей Сергий Фейзулин
- Иерей Димитрий Смирнов